# Haliplus fulvus
Haliplus fulvus ist ein Käfer aus der Familie der Wassertreter (Haliplidae). 

## Merkmale
Die Käfer erreichen eine Körperlänge von 4 bis 4,5 Millimetern und sind damit etwas größer als der ähnliche Haliplus variegatus. Ihr Körper ist rostrot gefärbt. Die Deckflügel besitzen kräftige Punktreihen, die Zwischenräume sind mit feinen Punkten versehen. Sie tragen zudem kurze längliche Flecken, die nur selten fehlen. Auch die Epipleuren tragen eine Reihe von groben Punkten. Die Flügeldeckennaht ist zumindest teilweise geschwärzt, zwischen der Naht und den länglichen Flecken verläuft längs ein schmaler gelber Streifen. Der Kopf der Tiere ist klein und geringfügig schmäler als die halbe Halsschildbasis. Der Halsschild besitzt basal keine Längsstrichel, ist am Vorderrand mittig rund vorgezogen und an den Seiten neben den Vorderwinkeln, die wenig hervortreten, ausgebuchtet.

## Vorkommen und Lebensweise
Die Art ist in Europa, Nordafrika, am Kaukasus, in Turkestan und Sibirien verbreitet. Sie ist in Deutschland im Norden und Osten nicht selten, im Westen und Süden ebenso wie in Österreich nur lokal verbreitet und selten. Die Tiere leben in sauberen, stehenden und langsam fließenden Gewässern.